# Xavier Romeu i Juvé
Xavier Romeu i Juvé   (Barcelona, 18 de novembre de 1941 - els Monjos, 11 de juliol de 1983) fou un escriptor, professor i polític independentista i marxista català. La seva família havia estat lligada a Esquerra Republicana de Catalunya (ERC) i ell, de ben jove, s'inicià en la resistència política al franquisme i en l'Esquerra Independentista. Es llicencià en filologia a la Universitat de Barcelona.
El 1968 es va donar a conèixer com a autor teatral amb Els mites de Bagot (sobre la sublevació en un país sota la dictadura), encara que la seva obra més important en el terreny escènic és Estat d'emergència (1972). Va col·laborar amb Maria Aurèlia Capmany al muntatge Preguntes i respostes sobre la vida i la mort de Francesc Layret (1971). Amb La mort en punt va guanyar el premi Víctor Català el 1975.

## Biografia
Durant el curs 1969-1970, va estudiar dramatúrgia a la Facultat de Teatre de Praga i allà va prendre contacte amb el Cercle Lingüístic de Praga, les idees del qual aplicà després a la fonologia catalana. Participà activament en els fets de la Primavera de Praga, experiència que l'afermà en el seu socialisme internacionalista. Viatjà per diversos països europeus, on feia alhora els seus estudis i feines que li cobrissin les despeses. També fou traductor de moltes obres de llengües diverses al català. Fou professor de Gramàtica Històrica i de Lingüística a la Universitat Rovira i Virgili i també feu classes de Fonologia i de Dicció catalanes a l'Institut del Teatre de Barcelona. Forma part de l'anomenada Generació dels 70 i fou membre dels col·lectius d'escriptors Ofèlia Dracs i Trencavel, que va signar una sèrie d'articles a la revista Canigó. Fou professor a la Universitat Catalana d'Estiu.
Fou el presentador del primer acte que l'independentisme català modern organitzà al Fossar de les Moreres de Barcelona l'11 de setembre del 1977. El 1978 entrà al Partit Socialista d'Alliberament Nacional (PSAN) i va fer part, des del 1979, dels comitès central i executiu i, alhora, dirigí el consell de redacció de la revista Lluita. El 1980 impulsà la creació dels Comitès de Solidaritat amb els Patriotes Catalans (CSPC). Fou un prolífic assagista cultural i polític, amb articles publicats a Revista del Centre de Lectura de Reus, Canigó, Recull, Avui, Presència, Mestral, Lluita, A Nosa Terra i Punto y Hora de Euskal Herria. Morí en un accident de trànsit.

## Obra publicada

### Filologia
- Breu diccionari ideològic (Teide 1976)
- Manual de fonologia catalana (Barcanova 1983)
- Diccionari Barcanova de la Llengua (director de l'obra; Barcanova 1985)

### Manuals escolars
- El món d'avui. Temes de geografia i d'història, d'Oriol Vergés, amb la col·laboració literària de Xavier Romeu, F. Soler Quintana i Miquel Oller (Teide 1976)
- L'arada. Llengua catalana, de Xavier Romeu, Mercè Comelles i Montserrat Fortuny (Tàrraco 1981)

### Teatre
- Natàlia (1965; obra no conservada)
- Ànimes de càntir (1966; representada el 1969; obra inèdita conservada)
- La clau (1966; obra inèdita conservada)
- Els mites de Bagot (1967; premi Ignasi Iglésias als Jocs Florals de Marsella 1967; estrenada el 1968; Moll 1972)
- Ni de septentrió, ni de migdia, ni de llevant, ni de ponent, gent, o a tot arreu se'n fan, de bolets, quan plou (1968; obra per a titelles; versió d’El cercle de guix caucasià de Bertolt Brecht; premi «Teatre de camí» de Cantonigròs 1968; primera representació dels Putxinel·lis Claca, a porta tancada, 1968)
- Alícia en terra de meravelles (1968; versió teatral del conte Alice's Adventures in Wonderland de Lewis Carroll; estrenada el 1969; Moll 1972)
- El que fa el vell de casa sempre està bé (1969; adaptació teatral d'un conte de Hans Christian Andersen; representada en escoles; La Galera 1970)
- A tot arreu se'n fan, de bolets, quan plou (1970; obra per a actors; versió d’El cercle de guix caucasià de Bertolt Brecht; finalista al premi Joan Santamaria 1970; representada, a porta tancada, 1971 i 1972; reiteradament prohibida per la censura franquista; obra inèdita conservada)
- Preguntes i respostes sobre la vida i la mort de Francesc Layret, advocat dels obrers de Catalunya (1970, amb Maria Aurèlia Capmany; estrenada, a porta tancada, 1970; molt representada, a porta tancada, 1971-1976; Edicions Catalanes de París 1971; La Magrana 1976; Institut de Teatre 1992; Columna 1998, dins l'Obra completa de Maria Aurèlia Capmany, vol. V, p. 309-359; Arola 2011)
- Estat d'emergència (1969-1970; finalista als premis Reus 1970 i Sabadell 1971; estrenada el 1972; Moll 1972)
- Assaig per a un concert (1971; obra heterodoxa de Pastorets; no localitzada)
- Contarelles del meu barri (1971; obra per a titelles; no trobada)
- Les mans brutes (1972; versió d'una obra de Jean Paul Sartre; representada el 1979; no localitzada)
- Esclops i taronges (1972; traducció d'una obra de Montserrat del Amo; representada en escoles; La Galera 1972)
- El gat amb botes (1972; escenificació d'un conte de Charles Perrault; representada en escoles; La Galera 1972)
- Les olives (1972; escenificació d'un «paso» de Lope de Rueda; representada en escoles; La Galera 1972)
- El testament del Nasi (1973; escenificació d'una facècia de Francesc Eiximenis; representada en escoles; La Galera 1973)
- Coloma (1973; obra inèdita conservada)
- Les noces del llauner (1973; traducció d'una obra de John Millington Synge; estrenada el 1974; obra inèdita conservada)
- Rebel·lió a la granja (1974; adaptació com a obra de teatre musical de la novel·la Animal Farm de George Orwell; obra inèdita conservada)
- Preguntas y respuestas sobre la vida y la muerte de Francisco Layret, abogado de los obreros de Cataluña (1976; traducció de l'obra de Maria Aurèlia Capmany i Xavier Romeu; Pipirijaina núm. 3, 1976)
- Bent (1982; traducció, amb E. Compte, S. Mateu i I. Pericot, i escriptura del pròleg d'una obra de Martin Sherman; estrenada el 1982; Robrenyo 1982)
- Els gegants de la muntanya (1982; traducció de l'obra pòstuma de Luigi Pirandello; estrenada el 1990; Robrenyo 1983)

### Narrativa
- Contes (1963-1970; setze narracions inèdites)
- Allò que és intocable (recull de contes, premi Víctor Català dels Jocs Florals de Caracas 1966)
- Ascendent Escorpió (amb el títol de Journal, novel·la finalista al premi Joan Estelrich 1974; Laia 1979)
- La mort en punt (recull de dinou contes, premi Víctor Català de la Nit de Santa Llúcia 1975; Selecta 1976)
- La tràgica mort de la baronesa Von Mündlich (1977; conte inèdit per a la revista Epsilon)
- Alternativa zero (1977; novel·la inèdita)
- Deu pometes té el pomer (premi de literatura eròtica «La sonrisa vertical» 1980, amb altres autors del col·lectiu Ofèlia Dracs)

### Política
- Debat sobre els Països Catalans (editor i prologuista del volum; Consorci d'editorials catalanes 1977)
- Ascendent Catalunya (recull d'articles polítics; a cura de Gustau Navarro i Pere Ribera; Lluita 1987)

### Traduccions
(Les traduccions d'obres de teatre figuren a l'apartat «Teatre»)
- Al servei secret de sa majestat, d'Ian Fleming (Aymà 1965)
- Sabotatge, d'Ian Fleming (Aymà 1966)
- Només es viu dues vegades, d'Ian Fleming (Aymà 1966)
- La Xina de Mao, de K. S. Karol (Materials 1967)
- Nicoló i el llangardaix blau, de Claude Bailly (La Galera 1968)
- Comprendre la pintura, de Carlos Areán (Teide 1969)
- Kyra kyralina, de Panaït Istrati (Nova Terra 1972)
- Història de la literatura occitana, de Robert Laffont i Christian Anatole (amb Maria Aurèlia Capmany; Dopesa 1973)
- El joc dels nens, de Philippe Gutton (amb Helena Jürgens; Nova Terra 1973)
- «El cuarteto húngaro», de Xavier Romeu, dins Manifiesto español o una antología de narradores, d'Antonio Beneyto (Marte 1973: 143-148)
- URSS. La empresa frente al estado, d'Erik Egnell i Michel Peissik (Dopesa 1975)
- Mañana... el ejército chino, de Jean-Pierre Brule (Dopesa 1975)
- El otro Hitler, de René Fallet (Dopesa 1976)
- Los armarios vacíos, d'Annie Ernaux (Galba 1976)